# Montreuil-l'Argillé
Montreuil-l'Argillé è un comune francese di 806 abitanti situato nel dipartimento dell'Eure nella regione della Normandia.

## Società

### Evoluzione demografica
Abitanti censiti